# WASP-7b
WASP-7b Es un planeta extrasolar que orbita la estrella WASP-7, estrella de magnitud aparente 9.7, clase tipo espectral F6 y que posee una temperatura en su fotósfera de 6300 K. Se encuentra a unos 490 años luz de distancia.
Su radio y masa indican que posiblemente se trate de un gigante gaseoso, similar a Júpiter, aunque por su cercanía con su estrella (un 5.7 % de la distancia de la Tierra al Sol), se clasifica como un júpiter caliente.